# Frecce Tricolori
Фре́чче триколо́ри (итал. Frecce Tricolori — трёхцветные стрелы) — пилотажная группа итальянских ВВС. С 1984 года группа выступает на самолетах  Aermacchi MB-339-PAN – специальной модификации для высшего пилотажа, с которой демонтировано все военное оборудование и установлены дымогенераторы.
Официальное наименование группы: 313. Gruppo Addestramento Acrobatico, Pattuglia Acrobatica Nazionale (PAN) Frecce Tricolori. Основана 1 марта 1961 года.
В группе выступают 10 самолётов.

## Трагедия во время авиашоу на военной базе Рамштайн
28 августа 1988 года во время авиашоу на военной базе Рамштайн во время выступления пилотажной группы произошло столкновение в воздухе трёх самолётов из десяти. Самолёты рухнули на толпу зрителей, в результате 70 человек (включая 3-х пилотов) погибли, ещё 345 человек получили ранения различной степени тяжести.

## Фото

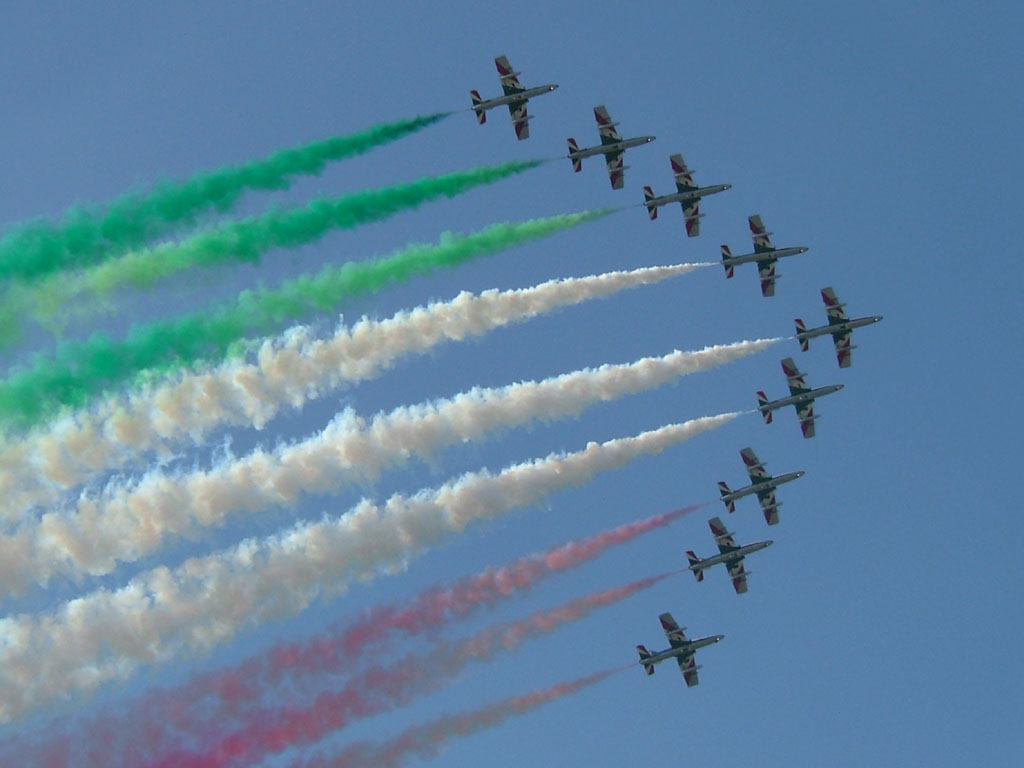
Итальянский триколор в небе над Великобританией на авиашоу Royal International Air Tattoo (RIAT), 2005.
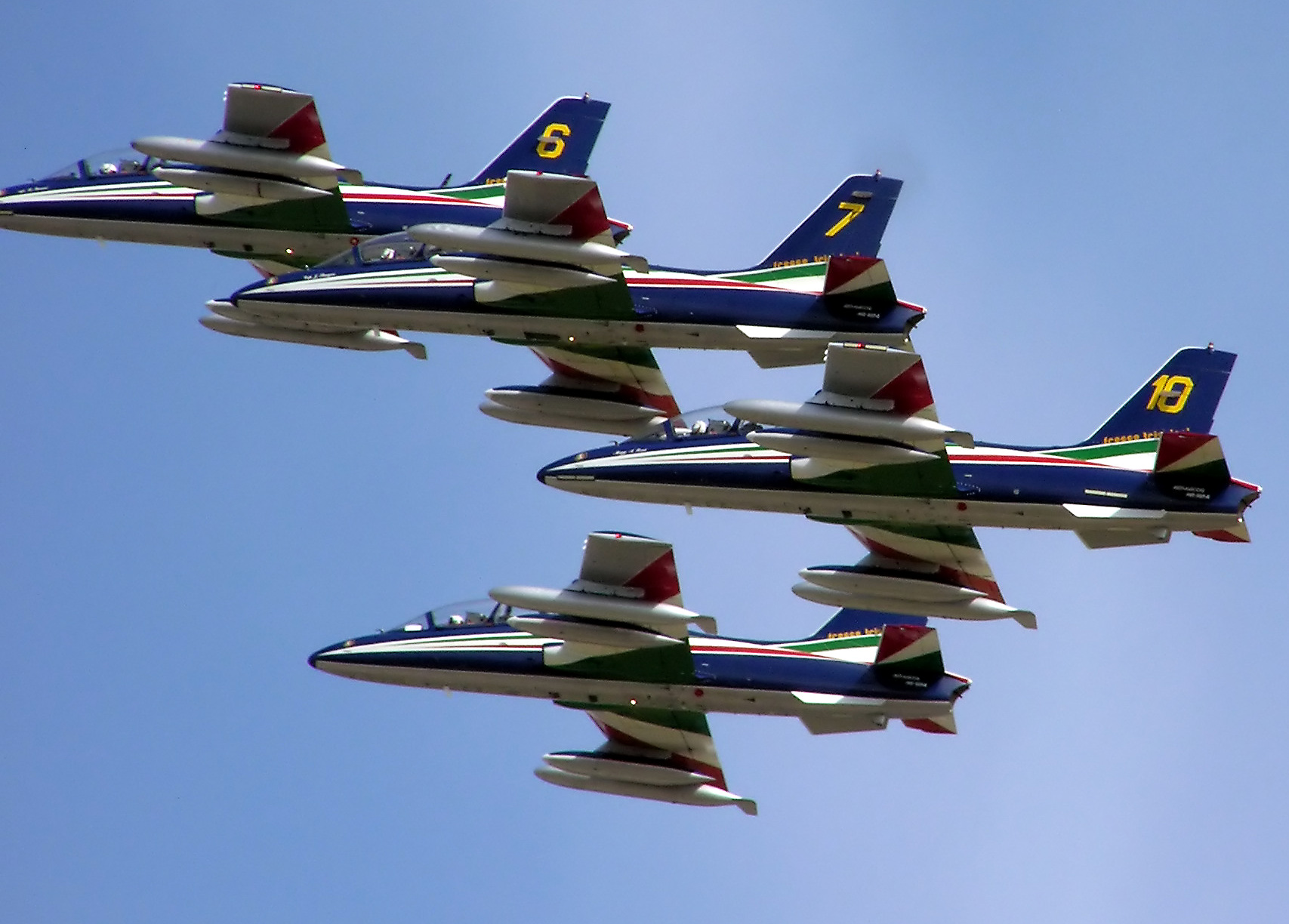
Группа Frecce Tricolori итальянских ВВС выполняет пилотаж на авиашоу в Фэйрфорде, Великобритания, 2005